# Sugar Fingers
Sugar Fingers är ett musikalbum från 1993 med Arne Domnérus Quartet. På några av spåren medverkar dessutom vibrafonisten Lars Erstrand.

## Låtlista
1. Bye Bye Blackbird (Ray Henderson) – 6:31
2. Thursdays Child (Elisse Boyd/Murray Grand) – 4:49
3. Flamingo (Ted Grouya) – 4:59
4. Sugar Fingers (Jan Lundgren) – 5:26
5. Short Life (Jan Lundgren) – 5:10
6. It Could Happen to You (Jimmy Van Heusen/Johnny Burke) – 5:36
7. Lover Man (Jimmy Davis/Roger Ramirez/James Sherman) – 5:06
8. Avalon (Giacomo Puccini) – 3:41
9. Thats All (Alan Brandt/Bob Haymes) – 9:13
10. Jeep's Blues (Johnny Hodges/Duke Ellington) – 6:14
11. Tea for Two (Vincent Youmans/Irving Caesar) – 6:32
12. Memories of You (Eubie Blake/Andy Razaf) – 4:19

## Medverkande
- Arne Domnérus – klarinett, altsaxofon
- Jan Lundgren – piano
- Sture Åkerberg – bas
- Johan Löfcrantz Ramsay – trummor
- Lars Erstrand – vibrafon (spår 8–12)